# Gerry Philbin
Gerry Philbin (Pawtucket, Rhode Island; 31 de julio de 1941 – Jupiter, Florida; 25 de junio de 2025) fue un jugador estadounidense de fútbol americano que jugó diez temporadas con dos equipos en la NFL en la posición de defensive end y fue campeón del Super Bowl III.

## Carrera deportiva
A nivel universitario fue titular en sus cuatro temporadas con los Buffalo Bulls, donde llegó a estar en el segundo equipo All-American, Little All-American y en el equipo académico All-American. Fue seleccionado en el Draft de la NFL por los Detroit Lions y en el de la AFL por los New York Jets, en ambos casos en la tercera ronda de 1964, donde terminó seleccionado a los Jets con los que fue titular y estuvo en el equipo All-AFL como defensive end. Fue titular en sus nueve temporadas con el equipo.
Fue seleccionado AFL All-Star en 1968 y 1969, siendo conocido por ser un castigador de corredores, Philbin promedió 14 1⁄2 capturas de quarterback en 1968, ayudando a los Jets a ganar el AFL Championship. En el Super Bowl III, Philbin fue el ancla de la defensa de los Jets, limitando a los Baltimore Colts a solo siete puntos.
En 1973 firmó con los Philadelphia Eagles por una temporada y terminó su carrera en la World Football League con los New York Stars en 1974 junto con sus compañeros en el Super Bowl III George Sauer, Jr, Randy Beverly, John Dockery, John Elliott, y Vito Parilli. En su último año de carrera fue seleccionado en el equipo All-WFL en 1974. Philbin también fue miembro del AFL All-Time Team. 